# Dicarbonato de di-isopropila
Dicarbonato de di-isopropila, éster isopropoxicarbonil isopropil do ácido carbônico ou éster bis(1-metiletil) de di-ácido carbônico, é o composto orgânico de fórmula C8H14O5, SMILES CC(C)OC(=O)OC(=O)OC(C)C e massa molecular 190,19376. Apresenta ponto de ebulição 227,709 °C a 760 mmHg, densidade 1,089 g/cm3, ponto de fulgor 91,046 °C.